# Hans Kreysing
Hans Kreysing (17 août 1890 à Göttingen — 14 avril 1969 à Oldenbourg) est un General der Gebirgstruppe allemand au sein de la Heer dans la Wehrmacht pendant la Seconde Guerre mondiale.
Il a été récipiendaire de la croix de chevalier de la croix de fer avec feuilles de chêne et glaives. Cette décoration et ses grades supérieurs, les feuilles de chêne et glaives, sont attribués pour récompenser un acte d'une extrême bravoure sur le champ de bataille ou un commandement militaire accompli avec succès.

## Biographie
Après son baccalauréat, Kreysing s'engage en 1909 dans le 10e bataillon de chasseurs à pied (de) à Goslar. Pendant la Première Guerre mondiale, il combat dans le Tyrol du Sud, en Serbie et jusqu'à la frontière grecque. 

## Promotions
| 23 février 1909 :   | Fahnenjunker              |
| 18 octobre 1909 :   | Fähnrich                  |
| 22 septembre 1910 : | Leutnant                  |
| 25 février 1915 :   | Oberleutnant              |
| 27 janvier 1919 :   | Hauptmann                 |
| 1er février 1931 :  | Major                     |
| 1er juillet 1934 :  | Oberstleutnant            |
| 1er août 1936 :     | Oberst                    |
| 1er juillet 1940 :  | Generalmajor              |
| 1er juillet 1942 :  | Generalleutnant           |
| 1er novembre 1943 : | General der Gebirgstruppe |

## Décorations
- Ordre de Hohenzollern, croix de chevalier avec glaives
- Croix de fer (1914)
  - 2e classe
  - 1re classe
- Croix hanséatique de Hamburg
- Ordre du mérite militaire de Bavière 4e Classe avec Glaives
- Insigne des blessés (1918)
  - en Noir
- Croix d'honneur
- Médaille de service de longue durée de la Wehrmacht 4e à 1re Classe
- Agrafe de la croix de fer (1939)
  - 2e classe
  - 1re classe (24 novembre 1939)
- Croix de chevalier de la croix de fer avec feuilles de chêne et glaives
  - Croix de chevalier le 18 mai 1940 en tant que Oberst et commandant du Infanterie-Regiment 16[1]
  - 183e feuilles de chêne le 20 janvier 1943 en tant que Generalleutnant et commandant de la 3. Gebirgs-Division[2]
  - 63e glaives le 13 avril 1944 en tant que General der Gebirgstruppe et commandant du XVII. Armeekorps[3]
- Ordre de la Croix de la Liberté 1re Classe avec glaives
- Mentionné dans la revue Wehrmachtbericht le 18 février 1944